# カメルーンの首相
カメルーンの首相（カメルーンのしゅしょう、 仏: Premier ministre du Cameroun、英: Prime Minister of Cameroon）は、カメルーン共和国の政府の長たる首相。行政権は大統領が保持しているため、首相率いる内閣は事実上の大統領の補佐機関である。大統領は意のままに首相を解任することが可能。

## 概要
職責としては内閣の監督権、法の施行権などを保持する。1960年にイギリス領カメルーンとフランス領カメルーンに分断された際は2人の首相が存在していた。1970年から1975年、1982年から1991年の期間を除いて、このポストは維持し続けている。

## 歴代首相一覧
| 代                                    | 肖像画           | 氏名                               | 就任日           | 退任日                       | 政党                                      | 大統領             |                  |
| カメルーン共和国                      | カメルーン共和国 | カメルーン共和国                   | カメルーン共和国 | カメルーン共和国             | カメルーン共和国                          | カメルーン共和国   | カメルーン共和国 |
| ------------------------------------- | ---------------- | ---------------------------------- | ---------------- | ---------------------------- | ----------------------------------------- | ------------------ | ---------------- |
| 1                                     |                  | アマドゥ・アヒジョ                 | 1960年1月1日     | 1960年5月5日                 | カメルーン連合                            | アマドゥ・アヒジョ |                  |
| 2                                     |                  | シャルル・アサレ                   | 1960年5月15日    | 1965年6月19日                | カメルーン連合                            | アマドゥ・アヒジョ |                  |
| カメルーン連邦共和国                  |                  |                                    |                  |                              |                                           |                    |                  |
| 東カメルーン（フランス領）            |                  |                                    |                  |                              |                                           |                    |                  |
| 1                                     |                  | シャルル・アサレ                   | 1960年5月15日    | 1965年6月19日                | カメルーン連合                            | アマドゥ・アヒジョ |                  |
| 2                                     |                  | ヴィンセント・デ・ポール・アハンダ | 1965年6月19日    | 1965年11月20日               | カメルーン連合                            | アマドゥ・アヒジョ |                  |
| 3                                     |                  | シモン・ピエール・チュンギ         | 1965年11月20日   | 1972年7月2日                 | カメルーン連合 / カメルーン国民連合       | アマドゥ・アヒジョ |                  |
| 西カメルーン（イギリス領）            |                  |                                    |                  |                              |                                           |                    |                  |
| 1                                     |                  | ジョン・グー・フォンチャ           | 1961年10月1日    | 1965年5月13日                | カメルーン国民民主党                      | アマドゥ・アヒジョ |                  |
| 2                                     |                  | オーガスティン・ンゴム・ジュア     | 1965年5月13日    | 1968年11月11日               | カメルーン国民民主党 / カメルーン国民連合 | アマドゥ・アヒジョ |                  |
| 3                                     |                  | サロモン・タンデン・ムナ           | 1968年1月11日    | 1972年7月2日                 | カメルーン国民連合                        | アマドゥ・アヒジョ |                  |
| カメルーン連合共和国                  |                  |                                    |                  |                              |                                           |                    |                  |
| 廃止（1972年6月2日 – 1975年6月30日）  |                  |                                    |                  |                              |                                           |                    |                  |
| 1                                     |                  | ポール・ビヤ                       | 1975年6月30日    | 1982年11月6日 （大統領就任） | カメルーン国民連合                        | アマドゥ・アヒジョ |                  |
| 2                                     |                  | ベロ・ブーバ・マイガリ             | 1982年11月6日    | 1983年8月22日                | カメルーン国民連合                        | ポール・ビヤ       |                  |
| 3                                     |                  | ルク・アヤン                       | 1983年8月22日    | 1984年1月25日                | カメルーン国民連合                        | ポール・ビヤ       |                  |
| カメルーン共和国                      |                  |                                    |                  |                              |                                           |                    |                  |
| 廃止（1984年1月25日 – 1991年4月26日） |                  |                                    |                  |                              |                                           |                    |                  |
| 1                                     |                  | サドゥ・ハヤトゥ                   | 1991年4月26日    | 1992年4月9日                 | カメルーン人民民主連合                    | ポール・ビヤ       |                  |
| 2                                     |                  | シモン・アチディ・アチュー         | 1992年4月9日     | 1996年9月19日                | カメルーン人民民主連合                    | ポール・ビヤ       |                  |
| 3                                     |                  | ピーター・マファニー・ムソンジ     | 1996年9月19日    | 2004年12月8日                | カメルーン人民民主連合                    | ポール・ビヤ       |                  |
| 4                                     |                  | エフライム・イオニ                 | 2004年12月8日    | 2009年6月30日                | カメルーン人民民主連合                    | ポール・ビヤ       |                  |
| 5                                     |                  | フィレモン・ヤン                   | 2009年6月30日    | 2019年1月4日                 | カメルーン人民民主連合                    | ポール・ビヤ       |                  |
| 6                                     |                  | ジョセフ・ングテ                   | 2019年1月4日     | 現職                         | カメルーン人民民主連合                    | ポール・ビヤ       |                  |